# Herbie Hancock
 (décembre 2018).
Si vous disposez d'ouvrages ou d'articles de référence ou si vous connaissez des sites web de qualité traitant du thème abordé ici, merci de compléter l'article en donnant les références utiles à sa vérifiabilité et en les liant à la section « Notes et références ».
Pour les articles homonymes, voir Herbie et Hancock.
Herbert Hancock, dit Herbie, est un pianiste, claviériste et compositeur américain de jazz né le 12 avril 1940 à Chicago dans l'Illinois. Il est l'un des musiciens de jazz les plus importants et influents de sa génération, en mêlant au jazz, notamment, des éléments de soul, de funk, de rock et de disco.
Herbie Hancock a joué avec de nombreux grands jazzmen dans les années 1960 et a rejoint le Miles Davis quintet, avec lequel il a redéfini le rôle de la section rythmique. Il a également été un des premiers à utiliser les synthétiseurs et le scratch. Malgré ses expérimentations, la musique d'Herbie Hancock est restée mélodique et accessible, rencontrant parfois des succès commerciaux, avec en particulier les pièces Cantaloupe Island, Watermelon Man, Chameleon et Rockit.
Il est aussi acteur, on l'a vu dans des films tels que Autour de minuit, Hitters et Miles Ahead et plus récemment dans Valérian et la Cité des mille planètes de Luc Besson.

## Biographie

### Enfance et début de carrière
Herbert Jeffrey Hancock naît le 12 avril 1940 à Chicago. Il est le fils de Winnie Belle (née Griffin), qui l'initiera au piano, et de Wayman Edward Hancock. Ils le prénomment ainsi en référence à l’acteur Herb Jeffries.
Hancock a d'abord pratiqué le classique, de ses sept ans à vingt ans. Il joue le premier mouvement du concerto no 5 en ré majeur de Mozart à onze ans lors d'un concert pour jeunes avec le Chicago Symphony. Il renouera avec le classique bien plus tard en songeant à sa mère, et jouera avec le pianiste classique Lang Lang au Philarmonic de New York.
Hancock se tourne vers le jazz vers 14 ans. Sans professeur, il écoute les enregistrements d'Oscar Peterson, George Shearing, McCoy Tyner, Wynton Kelly et Bill Evans. Il étudie les pièces de Miles Davis, John Coltrane et Lee Morgan.
Après avoir étudié la composition musicale pendant trois ans et demi au Grinnell College (en), il est engagé par Donald Byrd en 1961 (Herbie lui a demandé de demander la permission à sa mère) . Il joue sur quatre albums de Byrd parus la même année, Chant, Royal Flush, Free Form et Out of this World. Il finira plus tard ses études à Grinnel en génie électrique, et en musique en 1971.
Le pianiste se fait une réputation et joue avec Oliver Nelson et Phil Woods. Il enregistre son premier album en tant que meneur, Takin' Off, pour Blue Note en 1962 avec notamment le saxophoniste ténor Dexter Gordon et le trompettiste Freddie Hubbard. Le morceau Watermelon man offrira un hit à Mongo Santamaria, et l'album est remarqué par Miles Davis qui monte alors un nouveau groupe. Miles l'avait déjà auditionné et lui avait seulement dit : " nice touch".

### Le Miles Davis quintet et Blue Note
Herbie Hancock rejoint en 1963 le second grand quintet de Miles Davis, composé de nouveaux talents. La section rythmique est composée du bassiste Ron Carter, du batteur de 17 ans Tony Williams et de Hancock au piano. Après George Coleman et Sam Rivers, le quintet se stabilisera avec Wayne Shorter au saxophone ténor. Le quintet est considéré comme un des plus grands ensembles de jazz, dont la section rythmique a été louée pour ses innovations[réf. nécessaire].
Ce groupe permet à Hancock de trouver son style, et popularise de nouveaux accords auparavant peu utilisés. Il développe également son talent pour l'accompagnement, qu'il joue de manière très contrastée (voir notamment les versions live de My Funny Valentine). Avec la section rythmique, il développe des rythmes complexes autour de la mélodie et des accords.
À la fin de la seconde moitié des années 1960, leur approche devient si sophistiquée et originale qu'il devient difficile de repérer les changements d'accord. Leur concept d'improvisation sera appelée "Time, No Changes".
Alors qu'il est dans le groupe de Davis, Hancock enregistre également dans une douzaine de sessions pour le label Blue note, à la fois sous son nom et en accompagnant d'autres musiciens comme Wayne Shorter, Tony Williams, Grant Green, Bobby Hutcherson, Sam Rivers, Donald Byrd, Kenny Dorham, Hank Mobley, Lee Morgan et Freddie Hubbard.
Ses albums Empyrean Isles (1964) et Maiden Voyage (1965) font partie des disques de jazz influents des années 1960, remportant plusieurs prix pour leur innovation et leur accessibilité. La chanson titre de Empyrean Isles deviendra un standard de jazz et sera repris par le groupe US3 dans le hit "Cantaloupe Island". Empyrean Isles comprenait la section rythmique de Davis ainsi que Freddie Hubbard à la trompette ; George Coleman participe à Maiden Voyage.
Herbie Hancock sort également à l'époque des albums moins connus mais néanmoins remarqués avec des groupes plus importants, comme My Point of View (1963), Speak Like a Child (1968) et The Prisoner (1969).
L'album Inventions and Dimensions est presque entièrement composé de musique improvisée, et comprend le bassiste Paul Chambers et les percussionnistes Willie Bobo et Osvaldo Martinez.
À cette même période, Hancock compose la bande originale du film Blow-Up de Michelangelo Antonioni, première des nombreuses BO qu'il composera dans sa carrière.
Miles Davis incorpore des éléments du rock et de la musique populaire dans ses compositions peu de temps avant que Hancock quitte le groupe.
Malgré une réticence initiale, Hancock joue sur un clavier électronique (notamment le Fender Rhodes) sur l'insistance de Davis. Il s'adapte rapidement à cet instrument qui jouera un rôle important dans ses tentatives artistiques ultérieures.
À l'été 1968, Herbie Hancock, formellement renvoyé parce qu'il aurait trop tardé à rentrer d'une lune de miel au Brésil, quitte le groupe pour former son propre sextet. Malgré son départ, Hancock continue à apparaître aux côtés de Miles Davis notamment dans In a Silent Way, A Tribute to Jack Johnson et On the corner.

### Fat Albert Rotunda et Mwandishi
Herbie  Hancock quitte Blue Note en 1969 et signe chez Warner Bros. Records. La même année, il compose la bande originale de la série télévisée d'animation de Bill Cosby, T'as l'bonjour d'Albert. Plus proche du R&B, l'album Fat Albert Rotunda contient notamment la chanson Tell Me A Bedtime Story qui sera retravaillée pour sonner plus électronique pour l'album Sounds...and Stuff Like That de Quincy Jones.
Hancock s'intéresse aux gadgets musicaux et sous l'influence du Bitches Brew de Davis, sort plusieurs albums où il mélange les instruments électroniques et acoustiques.
La première excursion de Hancock dans l'électronique commence par un sextet composé du batteur Billy Hart, du bassiste Buster Williams et des cuivres Eddie Henderson (trompette), Julian Priester (trombone), et Bennie Maupin auxquels on peut ajouter Dr Patrick Gleeson qui s'occupait des synthétiseurs.
Le sextet sort trois albums expérimentaux sous le nom de Hancock, Mwandishi (1971), Crossings (1972) et Sextant (1973). Deux autres, Realization et Inside Out avec à peu près les mêmes musiciens, sortent sous le nom de Henderson. Tous ces albums contiennent des improvisations très libres et sont influencés par le jazz fusion, la musique électronique mais aussi les compositeurs de musique contemporaine.
Patrick Gleeson a prétendu avoir eu l'idée d'utiliser le son des synthétiseurs sur du jazz et s'être battu pour que ce soit accepté par le groupe. Crossings, sorti en 1972, est l'un des premiers albums jazz/fusion à comporter des synthétiseurs (avec Weather Report et leur album I sing the Body Electric). Le synthétiseur est davantage utilisé pour créer des effets d'atmosphère que comme un instrument mélodique.
Les albums de cette période deviendront connus sous le nom des albums Mwandishi, du nom Swahili que Hancock utilisa à cette période. Sextant est certainement le plus expérimental notamment par l'usage des synthétiseurs ARP et des improvisations très innovantes. Le morceau "Hornets" sera repris par Hancock sur son album Future2Future sous le nom de "Virtual Hornets".
Parmi les instruments de Hancock et Gleeson, on peut noter le Fender Rhodes, le Clavinet, l'ARP Odyssey, l'ARP Pro-Soloist Synthesizer et le Minimoog. Hancock est aussi l'un des premiers musiciens importants à s'être servi d'un ordinateur Apple pour composer de la musique au début des années 1980.

### Headhunters
Après ses albums expérimentaux, Hancock souhaite revenir à une musique plus accessible et plus funky. Ce choix aurait été motivé par les faibles ventes de ses précédents albums, par le constat que le grand public ne comprenait pas la musique d'avant-garde ainsi que par son amour du funk et notamment de Sly Stone du groupe Sly and the Family Stone.
Il rassemble un nouveau groupe qu'il appelle The Headhunters. Il ne garde que Bennie Maupin parmi les membres de son sextet et recrute le bassiste Paul Jackson, le percussionniste Bill Summers, et le batteur Harvey Mason. Leur premier album Head Hunters sorti en 1973 rencontre un succès commercial important bien qu'il soit critiqué par certains fans de jazz. L'album est aujourd'hui loué pour son énergie et sa fraîcheur. Il influence dans les années qui suivent aussi bien le jazz que le funk, la soul et le hip-hop. Cet album contient certains des morceaux les plus connus de Herbie Hancock dont Watermelon Man et Chameleon.
Après le remplacement de Mason par Mike Clark (en), le groupe sort l'année suivante l'album Thrust, presque aussi bien reçu que le précédent sans rencontrer le même succès commercial. Le groupe sort par la suite, sans Hancock, un autre album bien accueilli, Survival of the Fittest. Le groupe continuera de jouer et d'enregistrer sans lui. Hancock le réintègre en 1998 pour Return of the Headhunters.
Hancock quant à lui se tourne vers du Jazz - Funk à l'état pur auxquels participent certains membres de The Headhunters ainsi que d'autres musiciens et sort notamment les albums Man-Child (1975), Secrets (1976) et Mr. Hands (1980) avec quatre bassistes dont Ron Carter et Jaco Pastorius.

### Retour aux sources: VSOP et Future Shock
Durant les années 1970 et le début des années 1980, Hancock joue avec son quintet V.S.O.P. qui comprend les membres du quintet de Miles Davis des années 1960 à l'exception de Davis lui-même remplacé par le trompettiste Freddie Hubbard. Malgré les rumeurs et les espoirs de l'époque, Miles Davis ne reformera jamais son groupe mythique. VSOP enregistre plusieurs albums live au Japon à la fin des années 1970 dont V.S.O.P. (en) (1976) et VSOP: The Quintet (1977). En 1975, Herbie joue sur le premier album solo de Jaco Pastorius, au titre éponyme, il est présent sur 6 des 8 pièces avec, entre autres, Wayne Shorter au saxophone soprano, David Sanborn au saxophone alto, Michael Brecker au saxophone ténor et son frère Randy Brecker à la trompette, Narada Michael Walden à la batterie, etc.
En 1978, Hancock enregistre un duo avec Chick Corea qui l'avait remplacé dans le groupe de Miles Davis une décennie plus tôt. Il enregistre également un album solo acoustique de piano sobrement intitulé The Piano qui ne sort initialement comme beaucoup de ses albums à l'époque, qu'au Japon. On peut également citer de cette période les albums Dedication (1974), VSOP: Tempest in the Colosseum (en) (1977) et Direct Step (1978)
De 1978 à 1982, Hancock enregistre de nombreux albums jazz marqué par la musique pop et disco, avec Sunlight sur lequel jouent les musiciens Tony Williams et Jaco Pastorius. Il obtient un tube en Angleterre avec le titre I Thought It Was You sur lequel il chante à travers un Vocoder qui ne convainc pas les critiques[réf. nécessaire].
Un de ses albums méconnus des années 1980 est son album live Jazz Africa qu'il enregistre avec le joueur de kora gambien Foday Musa Suso. Hancock trouve également le temps d'enregistrer des morceaux de jazz plus traditionnels.
Il tourne avec Tony Williams et Ron Carter en 1981 et enregistre Herbie Hancock Trio, un album de 5 pièces qui sort au Japon. Un mois plus tard, il enregistre Herbie Hancock Quartet avec Wynton Marsalis qui sort l'année suivante aux États-Unis.
Il poursuit avec le vocoder sur l'album Feets, Don't Fail Me Now qui lui offre un autre tube You Bet Your Love. Ses albums suivants Monster (1980), Magic Windows (1981), et Lite Me Up (1982) font partie de ses albums les moins bien accueillis par la critique et par le marché, à l'époque saturé de ces hybrides pop-jazz, notamment ceux de son ancien collègue Freddie Hubbard.[réf. nécessaire] Hancock lui-même a un rôle limité dans ces albums, laissant le chant, la composition et parfois la production à d'autres. Le seul album de cette période acclamé par la critique est l'instrumental Mr. Hands (1980) auquel participe le bassiste Jaco Pastorius. Cet album combine de très nombreux styles comme le disco instrumental, le latin-jazz, et une pièce électronique jouée par Hancock seul à l'aide d'un ordinateur Apple II+ et de synthétiseurs Minimoog et ARP 2600.
En 1983, Hancock rencontre un énorme succès avec son tube Rockit de l'album Future Shock qui gagne un Grammy Award. C'est la première chanson grand public qui comprend du scratch, en l'occurrence un scratch de Grand Mixer DXT (connu aussi sous le pseudonyme de « Grand Mixer D.ST »). Le clip vidéo qui comprend un robot faisant du breakdance est également un succès important et remporte 5 récompenses aux MTV Video Music Awards. Le clip fait également parler de lui quand on apprend que la présence minimale de Hancock dans le clip était due à la réticence de MTV de montrer des musiciens noirs.[réf. nécessaire]
Le tube Rockit est inspiré de son propre morceau Chameleon sorti quelques années plus tôt.
Le single inaugure une collaboration avec le bassiste et producteur Bill Laswell. Hancock expérimente dans la musique électronique avec une série d'albums produits par Laswell : Future Shock (1983), Sound-System (1984) et Perfect Machine. Malgré leurs succès commerciaux, ces albums sont extrêmement critiqués et certains prétendent que la participation de Hancock n'a été que mineure par rapport à l'influence de Bill Laswell.[réf. nécessaire]
Durant cette période, il joue à la cérémonie des Grammy awards avec Stevie Wonder, Howard Jones, et Thomas Dolby dans un célèbre jam de synthétiseur.
En 1985, il participe à l'album Sun City contre l'Apartheid à l'initiative de Steven Van Zandt. En 1986, Hancock joue dans le film 'Round Midnight dont il écrit également la bande originale pour laquelle il gagne un Oscar du cinéma. Il écrit également la musique de publicités télévisuelles.
À la fin de la tournée Perfect Machine (1988), il décide de quitter Columbia Records après 15 ans.
En juin 2005, presque la moitié de ses enregistrements de Columbia ont été remasterisés. Des enregistrements qui n'étaient initialement sortis qu'au Japon ont également été diffusés dans d'autres pays.

### Les années 1990 et après
Après son départ de Columbia, Hancock fait une pause qui s'interrompt avec la mort de son mentor Miles Davis en 1991. En 1994, il sort l'album A Tribute to Miles en son hommage avec ses amis et admirateurs de Davis Ron Carter, Tony Williams, Wayne Shorter et Wallace Roney. L'album contient deux enregistrements live et studio qui reprennent des classiques de Davis avec Roney jouant la partie de trompette du maître. Ils remportent un Grammy comme meilleur groupe.
L'album suivant Dis Is Da Drum sort en 1994 et marque son retour à l'acid jazz. Il sort l'année suivante avec d'autres stars du jazz dont John Scofield, Jack DeJohnette et Michael Brecker l'album The New Standard composé de reprises de chansons populaires d'artistes comme Nirvana avec All Apologies, Stevie Wonder et You've Got It Bad Girl, The Beatles dont il reprend le classique Norwegian Wood (This Bird Has Flown), Prince et sa chanson Thieves in the Temple, Sade  avec Love Is Stronger Than Pride, Babyface When Can I See You et Peter Gabriel avec Mercy Street.
Il rencontre à nouveau le succès en 1997 en duo avec Wayne Shorter avec l'album 1 + 1 dont la chanson Aung San Suu Kyi, en hommage à l'opposante politique Birmane, remporte le Grammy Award de la meilleure composition instrumentale. Le succès continue l'année suivante avec son album Gershwin's World où il revisite de manière inventive les standards de George et Ira Gershwin avec la participation de Stevie Wonder, Joni Mitchell et Wayne Shorter. En 2001, Hancock enregistre Future 2 Future avec Bill Laswell et Rob Swift de The X-Ecutioners. Hancock tourne avec ce groupe et sort un DVD live hommage à Davis et John Coltrane enregistré à Toronto et appelé Directions in Music: Live At Massey Hall.
En 2004, Claude Nougaro lui rend hommage dans sa chanson Herbie Hancock, adaptation française du titre Cantaloupe Island.
En 2005, il sort un album de reprises en duo Possibilities avec la participation de Carlos Santana, Angélique Kidjo, Paul Simon, Annie Lennox, John Mayer, Christina Aguilera et Sting. La même année, il tourne en Europe avec un nouveau quartette composé notamment du guitariste béninois Lionel Loueke avec qui il explore la musique africaine et l'ambient. Enfin toujours la même année, il reforme le groupe Headhunters pour une tournée.

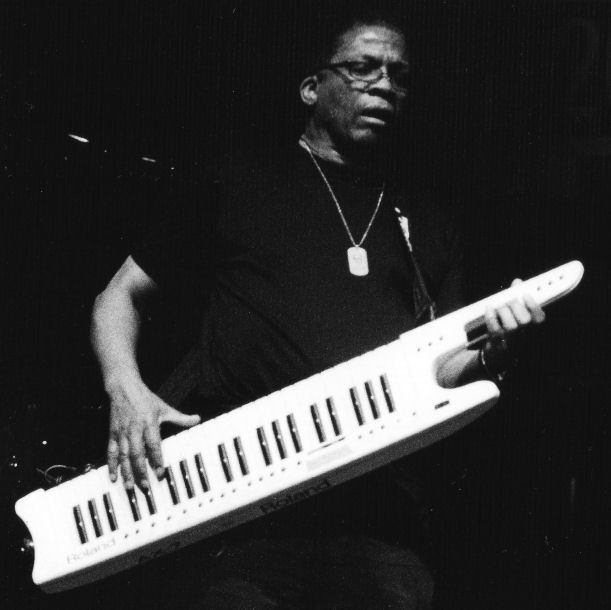
Herbie Hancock en 2006.

En 2006, Sony BMG Music Entertainment, à la suite du rachat de l'ancien label d'Hancock Columbia, sort la rétrospective The Essential Herbie Hancock qui est la première a rassembler ses œuvres sorties sur Warner Bros. Records, Blue Note Records, Columbia et Verve/Polygram.
En 2008, il apparaît dans le clip Yes We Can.
En juillet 2009, il joue Ravel, Gershwin, avec le pianiste Lang Lang aux Nuits Musicales de Fourvière à Lyon lors d'un concert exceptionnel.
En 2010, le 22 juin, il sort The Imagine Project, en hommage à John Lennon et projet inter-culturel, varié et coloré, avec la participation de nombreux artistes tels que P!nk, Seal, India Arie, John Legend, K'Naan, James Morrison... c'est une œuvre humaniste ayant pour but la paix dans le monde.[réf. nécessaire]

### Autres activités et engagements
Herbie Hancock pratique le Bouddhisme de Nichiren et est membre de la Sōka Gakkai. Il écrit à propos de l'influence que le bouddhisme a eu sur sa vie et son œuvre musicale, dans l'introduction du best-seller The Buddha In Your Mirror (Le bouddha dans votre miroir - Éditions L’Harmattan)
Hancock est le directeur musical du Tokyo Jazz Festival[réf. nécessaire] ainsi qu'un mécène du Thelonious Monk Institute of Jazz.
Hancock a créé l'organisation ROLO (The Rhythm Of Life Organization) vouée à l'utilisation responsable des technologies afin de faire du monde un meilleur endroit où vivre.
Hancock est cofondateur de l'International committee of artists for peace. Il a enregistré une vidéo pour affirmer son soutien à la Campagne internationale pour l'abolition des armes nucléaires (ICAN).

## Filmographie

### Comme compositeur
- 1966 : Herbie
- 1966 : Blow-Up (voir Blow-Up (album))
- 1973 : The Spook Who Sat by the Door
- 1974 : Un justicier dans la ville
- 1984 : A Soldier's Story
- 1985 : One Night with Blue Note (vidéo)
- 1986 : The George McKenna Story (TV)
- 1986 : Jo Jo Dancer, Your Life Is Calling (en)
- 1986 : Autour de minuit ('Round Midnight)
- 1988 : Action Jackson
- 1988 : Colors
- 1989 : Les Nuits de Harlem (Harlem Nights)
- 1991 : Livin' Large!
- 1997 : The Best of Latin Jazz (vidéo)

### Comme acteur
- 1986 : Autour de minuit ('Round Midnight) : Eddie Wayne
- 1993 : Proposition indécente : un pianiste
- 1995 : Antonio Carlos Jobim: An All-Star Tribute (vidéo) : piano
- 2002 : Hitters : un procureur de district
- 2015 : Miles Ahead : lui-même
- 2017 : Valérian et la Cité des mille planètes : le ministre de la Défense

## Distinctions
- En 1987, Herbie Hancock reçoit le César de la meilleure musique originale pour Autour de minuit de Bertrand Tavernier.
- En 1987, Herbie Hancock reçoit l'Oscar de la meilleure musique de film pour Autour de minuit de Bertrand Tavernier.
- En 1997, Herbie Hancock se voit attribuer le prix Miles Davis par le Festival international de jazz de Montréal.
- En 2025, il est lauréat du prix Polar Music[5].

## Publication
- Jazz, bouddhisme et joie de vivre, avec Daisaku Ikeda et Wayne Shorter, Acep, 2019.